# Kartuizerinnenstraat 6

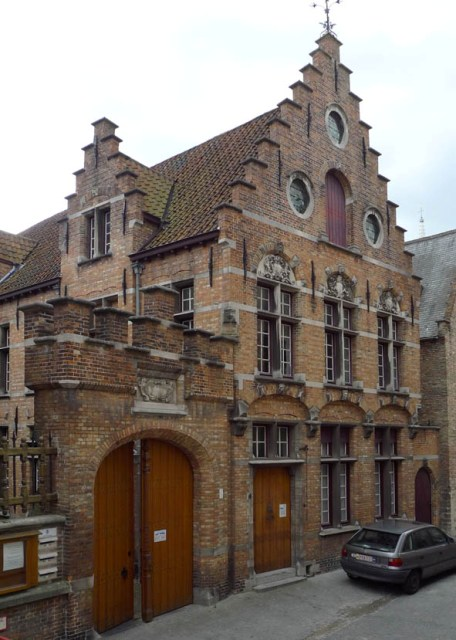
Kartuizerinnenstraat 6 im Jahr 2009

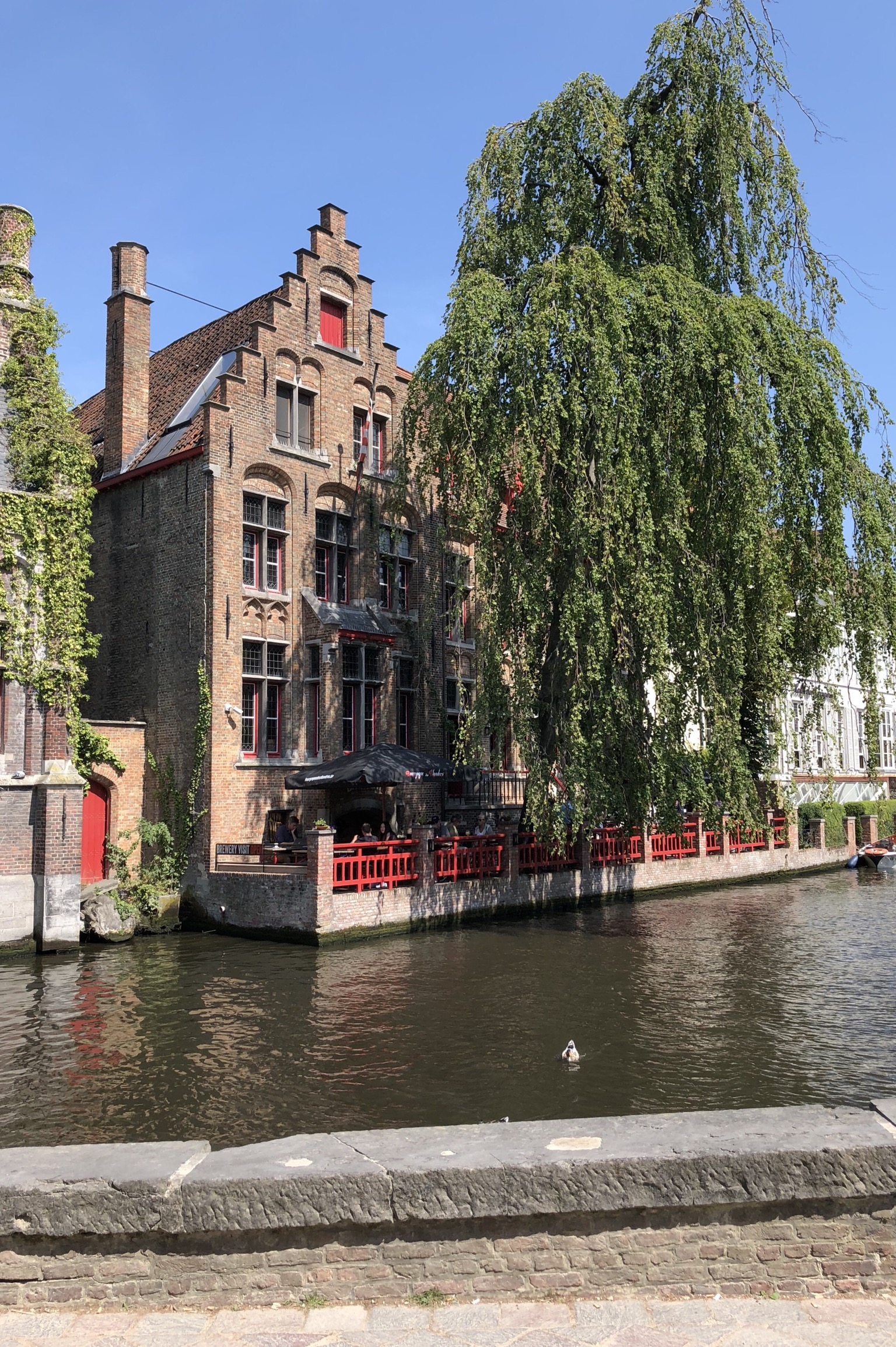
Blick über den Kanal Dijver im Jahr 2019

Die Kartuizerinnenstraat 6 ist ein denkmalgeschütztes Gebäude in Brügge in Belgien. Im Gebäude wird die Brauerei Bourgogne des Flandres betrieben.

## Lage
Es befindet sich im südlichen Teil der Altstadt von Brügge auf der südöstlichen Seite der Straße Kartuizerinnenstraat. Auf seiner Rückseite grenzt das Grundstück an den Kanal Dijver. Östlich grenzt das gleichfalls denkmalgeschützte Gebäude Kartuizerinnenstraat 8, westlich das Kartuizerinnenklooster an.

## Architektur und Geschichte
Das Gebäude entstand im Jahr 1903 an der Stelle eines Herrenhauses aus dem 19. Jahrhundert nach Plänen des Brügger Architekten  Charles de Wulf im Stil des Neobarocks. Die aus Backsteinen errichteten Gebäudeteile gruppieren sich um einen Innenhof. Neben einem giebelständigen Flügel an der Westseite des Grundstücks, besteht ein Flügel entlang des Kanalufers sowie ein ursprünglich als Kutschenhaus genutztes Gebäude auf der Ostseite. Die Giebel sind als Stufengiebel ausgeführt. Im nördlichen Giebel zur Kartuizerinnenstraat befinden sich drei große Okuli. Der Zugang von der Kartuizerinnenstraat erfolgt durch ein mit Zinnen bekröntes bogenförmiges Tor.
Im Gebäudeinneren befindet sich ein traditioneller Grundriss mit einer Enfilade von drei Salons. In einigen Räumen stehen Marmorkamine. Der Fußboden des Korridors ist mit schwarzem und weißen Marmor belegt. Es besteht eine Wendeltreppe.
Das Gebäude wird seit dem 26. April 2002 als Denkmal geführt. Außerdem besteht seit dem 14. September 2009 ein Eintrag als architektonisches Erbe.
Seit 2015 wird im Gebäude die kleine Brauerei Bourgogne des Flandres betrieben.